# Airforce Delta (videojuego)
Airforce Delta (エアフォース デルタ, Eafōsu Deruta), conocido como Deadly Skies en Europa, es un juego de simulación de combate aéreo lanzado en 1999 para la Dreamcast, y es el primer juego en la saga Airforce Delta. Fue desarrollado y distribuido por Konami. El juego es una simulación de combate aéreo 3D, contando con muchos aviones de caza. Es un videojuego de un solo jugador y ha sido comparado con Ace Combat por GameSpy y Gamespot. En el momento de su lanzamiento, Airforce Delta fue el único juego de simulación de combate aéreo disponible para la Dreamcast.
También fue lanzada una versión de Game Boy Color de Airforce Delta en el año 2000.

## Jugabilidad
El juego cuenta con controles simplistas con un énfasis en acción de tipo arcade en lugar de una simulación de vuelo precisa.
Los informes de las misiones se encuentran completos con una guía ilustrada paso a paso, la cual muestra los blancos designados y el camino ideal a tomar. Tras completar una misión, los jugadores son recompensados con dinero que se podrá usar más tarde para comprar mejores aeronaves. Las variables como el tiempo de finalización de la misión y el número de enemigos derrotados determinan la cantidad de dinero que el jugador recibirá. Cuando se decide una compra, elegir el avión más apropiado para la misión resulta de vital importancia. Ser el más caro no necesariamente significa ser el más práctico.
Las misiones normalmente involucran buscar y destruir al enemigo o escoltar aviones amigos hasta cierto destino. Los enemigos que se encuentran en Airforce Delta son diversos y varían entre oponentes de aire a tierra y agua, y de situaciones ofensivas a defensivas. Los mapas de las misiones están basados en ubicaciones ficticias.
Airforce Delta cuenta con más de treinta aeronaves para realizar vuelos de prueba. Todas están basadas en aeronaves reales, tanto en apariencia como manejo. Algunos de los aviones disponibles para estas misiones incluyen el F-4 Phantom, F-14 Tomcat, A-10 Thunderbolt, Mig 29, Su-27 y el F-22 Raptor.

## Trama
Los jugadores toman control de un mercenario que ha sido contratado para completar un número de misiones militares estratégicas. Cada misión completada le otorga dinero al jugador, y mientras más dinero acumule, más sofisticadas serán las aeronaves que el jugador podrá comprar. El jugador elige entre una multitud de aviones, y parte a los cielos para defender a la nueva República independiente de Laconia de sus enemigos.
La primera misión involucra un golpe preventivo contra múltiples aviones que planean bombardear la ciudad capital Laconiana Naxos.
El juego se centra en la República Federada de Dzavailar. La tensión étnica y el debate religioso han provocado que la República se separe en estados independientes. La República indefensa de Laconia se encuentra en extrema necesidad de apoyo militar. Rebeldes de la antigua República Federada de Dzavailar han decidido unificar un territorio que lleva mucho tiempo dividido por conflicto étnico. Luego de años de guerra civil, Laconia ha quedado como la única República en pie y le ha pedido a una organización mercenaria de defensa, Airforce Delta, que le ayude a evitar que caiga ante el temido movimiento de unificación.
Como teniente asignado al Escuadrón Delta, el piloto deberá embarcarse en una serie de más de 20 misiones en territorios muy hostiles.

## Recepción
La versión de Dreamcast del juego recibió reseñas medias, mientras que la versión de Game Boy Color recibió reseñas desfavorables de acuerdo al sitio web agregador de reseñas GameRankings. En Japón, Famitsu le otorgó a la versión de Dreamcast un puntaje de 31 de 40.